# 若瑟·保理加布
若瑟四世·保理加布（葡萄牙語：José IV Policarpo；1936年2月26日—2014年3月12日），是葡萄牙籍天主教司鐸級樞機。也是里斯本宗主教區第十五任正權宗主教。

## 生平
保理加布生於1936年2月26日，葡萄牙新國家Estremadura,Alvorninha。他於1961年8月15日，在里斯本宗主教區晉鐸。
1978年6月29日晉牧，並被時任教宗若望·保祿二世任命為里斯本宗主教區輔理主教，領銜卡拉布里亞教區主教。1997年3月5日升任為助理宗主教。
1998年3月24日，正式接替榮休的安東尼·里貝羅樞機成為里斯本宗主教區第十五任正權宗主教，號稱若瑟四世。他曾出任葡萄牙天主教主教會議主席和葡萄牙天主教大學校長。
2001年2月21日，被時任教宗若望·保祿二世冊封為司鐸級樞機。他曾參與2005年和2013年教宗選舉秘密會議，當時選出的教宗分別是本篤十六世和方濟各。直到2013年5月18日榮休，並由曼奴埃爾·克萊門特接替成為里斯本宗主教區正權宗主教。保理加布於2014年3月12日，在葡萄牙首都里斯本去世，享年78歲。

## 牧徽

若瑟四世·保理加布樞機牧徽